# Stanley Bruce
Stanley Melbourne Bruce, primer vizconde Bruce de Melbourne CH, MC, FRS, PC (15 de abril de 1883-25 de agosto de 1967) fue un político y diplomático australiano y el octavo primer ministro de Australia. Además fue el segundo australiano al que se le concedió una nobleza hereditaria del Reino Unido, pero el primero cuya nobleza fue creada formalmente. Durante su gobierno fue la primera vez que un primer ministro en el cargo perdió su escaño en una elección; el único otro en esa situación fue John Howard en 2007.